# Альпухарское восстание
Второе Альпуха́рское восстание, также Альпуха́рская война или Восстание морисков (исп. Rebelión de las Alpujarras) (1568—1571 годы) — второе крупнейшее восстание морисков в Испании периода царствования Филиппа II (см. Альпухарры). Повстанцами были мориски, номинально католические потомки мудехаров (мусульман под католическим правлением) после Первого Альпухарского восстания (1499—1501).
К 1250 году в результате реконкисты Испании католическими державами остался только Гранадский эмират на юге Испании. В 1491 году город Гранада перешел к католическим монархам — Изабелле I Кастильской и Фердинанду II Арагонскому — и по условиям капитуляции весь регион с мусульманским большинством перешел под власть христиан.
Мусульманские жители города, однако, вскоре восстали против христианского владычества в 1499 году, а затем и горные деревни: это восстание было подавлено к 1501 году. Все мусульмане были принуждены принять католичество и стали известны как «мориски».
Недовольство среди новых «морисков» привело ко второму восстанию под предводительством мориска, известного как Абэн Хумея, которое началось в декабре 1568 года и продолжалось до марта 1571 года. Этот жестокий конфликт происходил в основном в горном районе Альпухарры, на южных склонах Сьерра-Невада между городом Гранада и побережьем Средиземного моря, часто известная как Альпухарская война.
Затем большая часть населения морисков была изгнана из Королевства Гранада и рассеялась по всему Королевству Кастилия (современная Кастилия, Эстремадура и Андалусия). Поскольку многие небольшие поселения в Гранаде остались почти пустыми, для их заселения были привезены католики из других частей страны.

## Фон

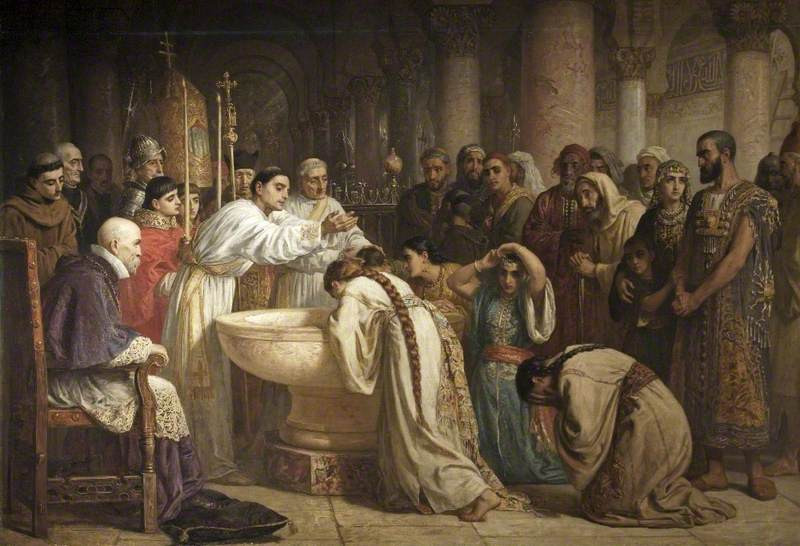
Принудительное обращение морисков в христианство при Франсиско Хименесе де Сиснеросе было одной из основных причин восстаний.

### Падение Гранады и мусульманские восстания
Королевство Гранада было последним мусульманским государством в Испании. После долгой осады город Гранада пал перед католическими монархами Фердинандом и Изабеллой в 1492 году. По условиям Гранадского договора к мусульманскому населению первоначально относились терпимо: им разрешалось оставаться в своих жилищах, чтобы судить по своим собственным законам и не были бы обязаны обращаться в христианство.
Однако на них действительно оказывалось давление с целью обращения в другую веру, и растущее недовольство привело к восстанию в 1499 году в городе Гранада, которое было быстро подавлено, а в следующем году к еще двум серьезным восстаниям в горных деревнях Альпухарры — области ниже Сьерра-Невады. Сам король Фердинанд Католик повел армию в этот район. Были восстания и в западных частях Королевства. Подавление со стороны католических сил было жестоким, самый жестокий эпизод произошел в Лаухар-де-Андаракс, где двести мусульман были сожжены в местной мечети.
Это восстание позволило католикам заявить, что мусульмане нарушили условия Гранадского договора, которые поэтому были отозваны. По всему региону мусульмане теперь были вынуждены выбирать между обращением в христианство или изгнанием. Подавляющее большинство выбрали обращение и стали известны как «мориски» или «новые христиане», хотя многие продолжали говорить на андалузском арабском языке и сохранять свои мавританские обычаи.

### Причины второго восстания
В 1526 году император Священной Римской империи Карл V (он же -  король Испании Карлос I) издал указ, согласно которому законы против ереси (например, мусульманские обычаи «новых христиан») должны строго соблюдаться; среди прочих ограничений он запрещал использование арабского языка и ношение мавританской одежды. Морискам удалось приостановить это на сорок лет, заплатив крупную сумму (80 000 дукатов).
Поскольку теперь все оставшиеся мавры были официально христианами («мориски»), мечети могли быть разрушены или превращены в церкви. Дальнейших действий по объяснению христианства было мало или совсем не было: действительно, сами священники в большинстве своем были слишком невежественны, чтобы делать это. С другой стороны, они наказывали морисков, которые не участвовали в воскресной мессе. Морискам пришлось выучить — на латыни — «Отче наш», « Аве Мария», «Кредо» и Десять заповедей; дети должны были быть крещены, и брак должен был быть по христианским обрядам. Неизбежно нарастало напряжение.

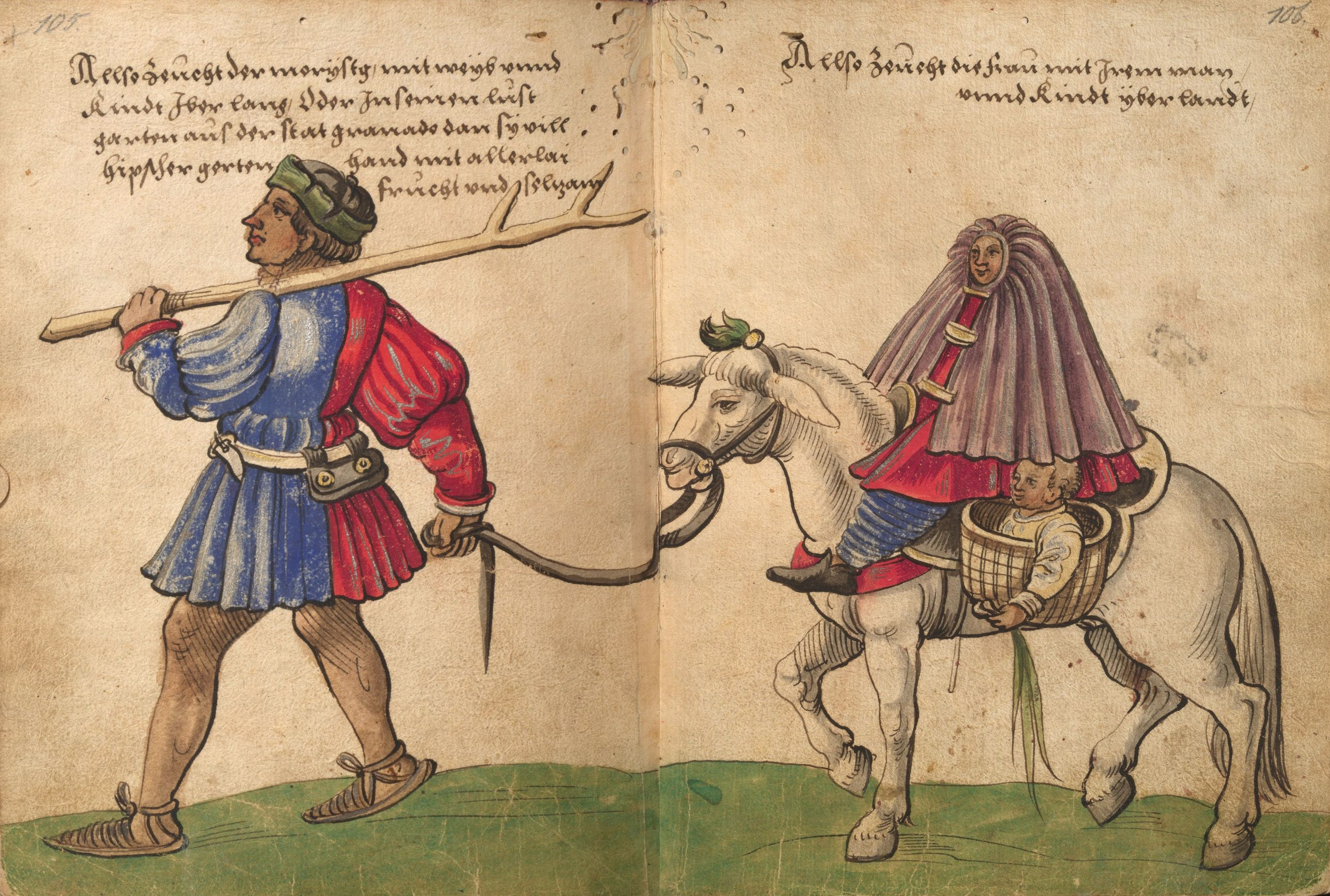
Семья морисков, прогуливающаяся по деревне, Кристоф Вейдиц, 1529 год.

Архиепископ Гранады, убежденный, что мориски сохраняют свои обычаи и традиции и никогда не станут настоящими христианами, созвал в 1565 году синод епископов Королевства Гранада . Было решено, что политику убеждения следует заменить политикой репрессий и что теперь следует применять меры 1526 года. Это означало запрет на все характерные для морисков обычаи: язык, одежду, общественные бани, религиозные обряды и т. д. Более того, в каждом месте, где проживали мориски, должны были находиться не менее дюжины «старохристиан» (то есть не тех, кто якобы обращен в христианство). Дома морисков следует осматривать по пятницам, субботам и в праздничные дни, чтобы убедиться, что в них не соблюдаются коранические обряды; следует внимательно следить за главами домохозяйств, чтобы убедиться, что они подают хороший пример; их сыновья должны быть отправлены в Старую Кастилию за счет их родителей, чтобы они воспитывались, изучая христианские обычаи и забывая об их происхождении.
Филипп II, ставший королем Испании в 1556 году, дал свое согласие: результатом стала Прагматика от 1 января 1567 года. Мориски пытались договориться о ее приостановке, как и в 1526 году, но этот король был непреклонен. Лидер морисков Франсиско Нуньес Мулей выступил с заявлением, протестующим против несправедливости, творимой в отношении морисков: «С каждым днем наше положение ухудшается, над нами всячески издеваются, и это делают судьи и чиновники… Как можно лишать людей их собственного языка, на котором они родились и выросли? В Египте, Сирии, на Мальте и в других местах есть такие люди, как мы, которые говорят, читают и пишут по-арабски, и они такие же христиане, как и мы». 
Американский историк Генри Чарльз Ли писал: 
«Пути морисков разошлись; среднего пути не было, и у них была неприкрытая альтернатива: подчинение или восстание».
Когда провал их призывов стал очевиден, мориски Гранады начали готовиться к восстанию, проводя тайные собрания в мавританском квартале Альбайсин. Власти арестовали морисков, который, по их мнению, мог быть заговорщиком; они также планировали изгнать морисков из Королевства и заменить их «старыми христианами» (то есть не новообращенными). После года безрезультатных переговоров в 1568 году вожди морисков решили взяться за оружие.

### Альпухараская война
Через несколько месяцев после публикации Pragmatica 1 января 1567 года мориски начали готовить свое восстание. Оружие, мука, масло и другие припасы, которых хватило на шесть лет, хранились в недоступных и безопасных пещерах.
Основные лидеры, в том числе некоторые из Альпухарры, проводили собрания в частных домах в Альбайсине и оттуда отдавали свои приказы.
На собрании 17 сентября 1568 года. было предложено избрать вождя, который возглавит восстание. Восстание началось в канун Рождества в деревне Безнар в долине Лекрин, когда Эрнандо де Кордова-и-Валор был провозглашен королем: на торжественной церемонии его одели в пурпур по старинному ритуалу королей Гранады, и здесь присутствовали многие богатые мориски в черных одеждах. Он был выбран потому, что происходил из рода халифов Кордовы, Омейядов, и поэтому он взял мавританское имя Абен Хумея (или «Омея»). Его примеру последовали многочисленные другие места в таха (районах) Оргива, Покейра, Хувилес и других деревнях морисков в Альпухарре.
Первое выступление повстанцев произошло в городе Гранада: его возглавил «великий визирь» Абен Хумейи Фаракс Абен Фаракс, который в ту же ночь с 24 на 25 декабря вошел в Альбайсин (мавританский квартал) с группой монфи — преступников, по тем или иным причинам покинувших деревни и бродивших по горам. Его целью было убедить жителей морисков присоединиться к восстанию, но у него не было большого успеха — за ним последовало всего несколько сотен человек. Эта неудача в столице оказала решающее влияние на ход кампании по всему Гранадскому королевству.
Восстание приняло фанатический характер, с пытками и убийствами священников и пономарей, разрушением и осквернением церквей. Большую роль в этом сыграли банды монфи.

### Первая фаза
Испанскую кампанию возглавили маркиз де Мондехар на западе Альпухарр и маркиз де Лос-Велес на востоке. Мондехар, вышедший из Гранады в январе 1569 года, добился быстрого успеха на местности, которая должна была благоприятствовать защитникам. Он преодолел первое естественное препятствие — мост в Таблате, частично разрушенный маврами, — и вовремя добрался до Оргивы, чтобы спасти христиан, плененных в замке .
Первое крупное сражение произошло в долине реки к востоку от Оргивы, где мавры потерпели поражение. Затем передовому отряду удалось пересечь узкий овраг и подняться по крутому горному склону, чтобы добраться до деревни Бубион в долине Покейра, где Абен Хумея устроил свою штаб-квартиру, а мавры хранили снаряжение и ценности. Вскоре к ним присоединился маркиз и большая часть его армии, выбрав более длинный, но более безопасный путь.

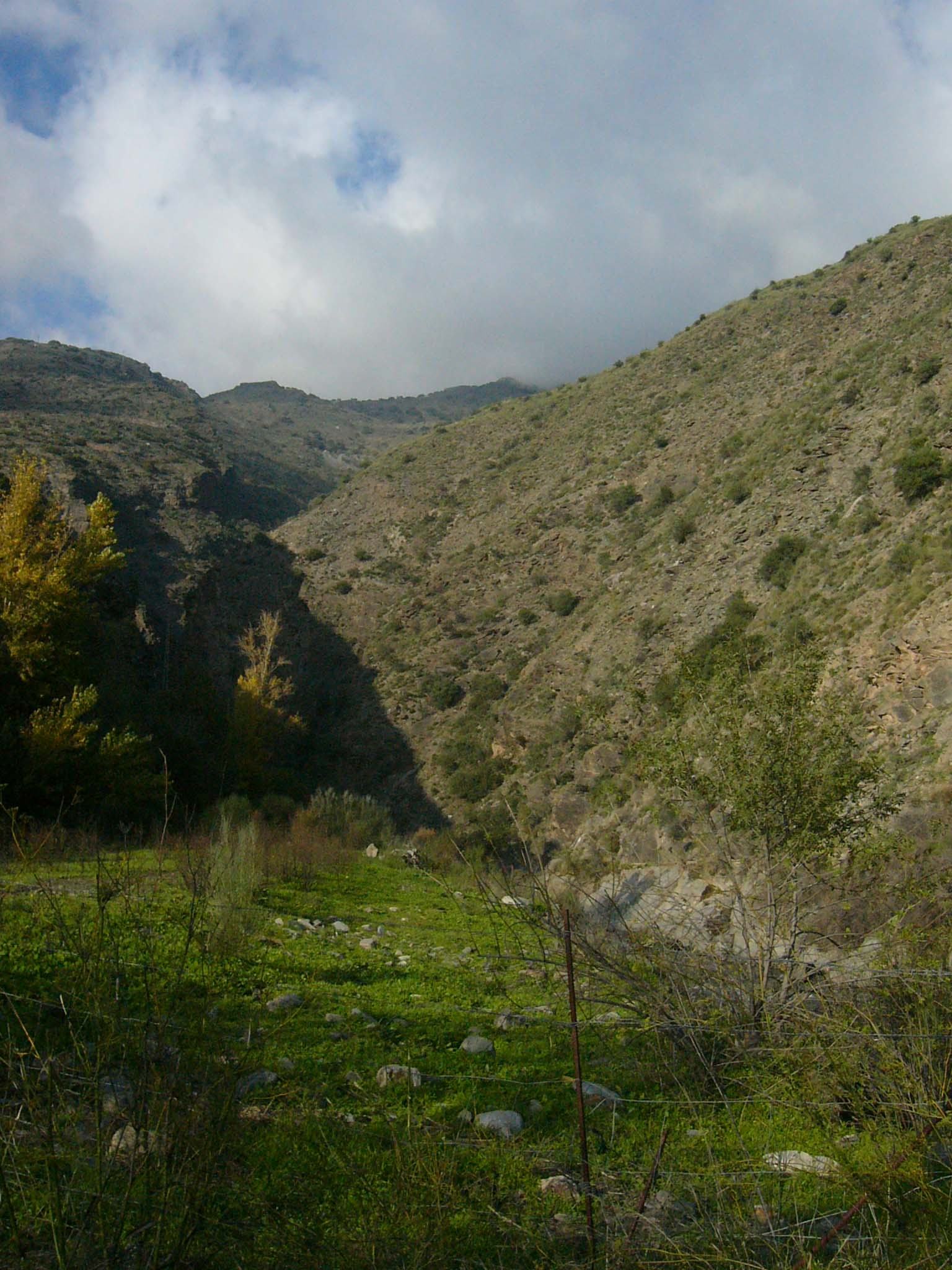
Подход к долине Покейра

В следующие несколько дней армия пересекла горы и обрушилась на Португос и Питрес, снова освободив христианских пленников в церквях. Оттуда был открыт путь к деревням дальше на восток.
Американский историк Генри Чарльз Ли писал о «короткой, но блестящей кампании Мондехара… Сквозь сильные снегопады и сильный холод и над почти недоступными горами он вел битву за битвой, не давая врагу передышки и используя каждое полученное преимущество. Мориски быстро проиграли сердцем и добивался условий капитуляции… К середине февраля [1569 года] восстание было практически подавлено. Абен Хумея был изгнанником, днем скрывавшимся в пещерах, а ночью ищущим убежища в домах, имевших поручительства».
Действительно, в Португосе некоторые мавританские лидеры пытались договориться об условиях капитуляции с маркизом Мондехаром, который ответил, что ходатайствует перед королем Филиппом, но тем временем наказание повстанцев должно продолжаться. Если он доложил королю, это не принесло ему пользы, поскольку усилило обвинения против него в чрезмерном помиловании. На самом деле христианская кампания была скомпрометирована давней враждой между двумя командирами, которую разжигала канцелярия в Гранаде, которая несколько раз отправляла жалобы на Мондехара королю Филиппу.
Последующая кампания была отмечена эксцессами, совершенными войсками: это не была дисциплинированная армия, а состояла в основном из необученных добровольцев, которым не платили, но рассчитывали на добычу, которую они могли собрать. Хронист Перес де Ита писал, что половина из них были «худшими негодяями в мире, движимыми только желанием украсть, разграбить и разрушить деревни морисков».
Мориски также совершили множество актов мести «старым христианам». С некоторых священников содрали кожу заживо, напомнив об их суровости по отношению к тем, кто не посещал мессы, к женщинам, которые не открывали лица, и вообще к тем, кто продолжал практиковать свои старые обряды. Церкви систематически поджигали и грабили; также дома священников и вообще христиан.
Обе стороны продали в рабство многих своих пленников. Мориски продавали христиан торговцам из Северной Африки в обмен на оружие. Со своей стороны, те, кого христианские солдаты захватили, особенно женщины, считались военной добычей, и они имели право оставить добычу себе, поскольку корона отказывалась от пятой части обычно причитающихся доходов. Начальники и офицеры тоже брали пленных для себя, в том числе детей. Сама корона действительно извлекала выгоду из продажи рабов, как и в случае многих мавров из несовершеннолетних, которые были проданы на рынке в Гранаде в пользу короля.

### Второй этап
Это продолжалось с марта 1569 года по январь 1570 года. Теперь инициатива принадлежала повстанцам морискам, которые получили поддержку, поскольку города на равнине и в других местах присоединились к восстанию. Таким образом, их число увеличилось с 4 000 в 1569 году до 25 000 в 1570 году, включая некоторых берберов и турок. Их тактика заключалась в том, чтобы устраивать засады на своих противников, избегая боя на открытой местности, полагаясь на свое знание сложной местности и занимая высоты, с которых они могли начинать дерзкие атаки.
Испанский флот был призван доставить подкрепление армии и защитить побережье Гранады от османских подкреплений из Северной Африки.

### Третий этап

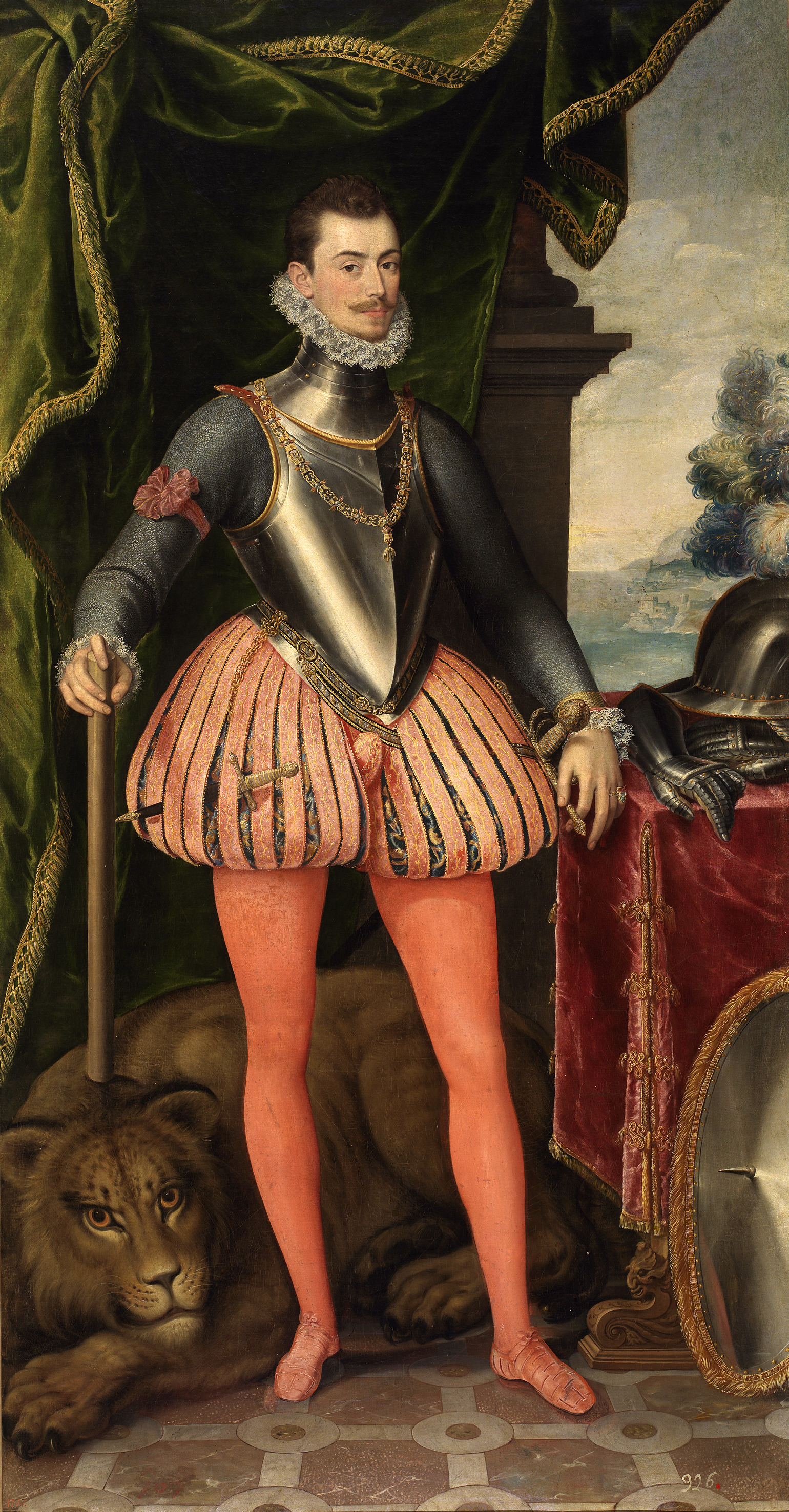
Дон Хуан Австрийский, автор картины — Хуан Пантоха де ла Крус.

Это началось в 1570 году, после того как король Филипп освободил маркиза Мондехара от его командования и назначил на его место своего сводного брата, дона Хуана Австрийского, чтобы взять на себя общее командование, а маркиза Лос-Велеса для проведения операций на востоке  королевства.
Леа описывает маркиза Лос-Велеса как «честолюбивого, высокомерного и самоуверенного… Он ввязывался в войну и плохо управлял ею на каждом шагу, но он был фаворитом короля, который поддерживал его во всем… Были предприняты большие приготовления, чтобы дать дону Хуану силу. Это соответствовало его достоинству и должно было быстро подавить всякое сопротивление. Города и города были призваны предоставить свои квоты, а испанскому послу в Риме было приказано привести итальянские галеры в Испанию, чтобы помочь домашней эскадре охранять побережье и перехватывать помощь от Африке, а также передать tercio Неаполя» (батальон численностью около трех тысяч регулярных войск).
Это была большая мобилизация для подавления восстания горцев, не имевших военной подготовки и организации и плохо вооруженных. Но король Филипп был одержим своими неприятностями за границей и явно чувствовал, что должен устранить эту проблему у себя на пороге. Османский флот совершал набеги на побережье Испании и в 1558 году захватил Балеарские острова. В испанских Нидерландах проповедь кальвинистских лидеров привела к беспорядкам в 1566 году и к открытой войне в 1568 году: Филипп не хотел неприятностей на своем заднем дворе. Более того, как и католические лидеры по всей Европе, он был полон решимости искоренить «ересь» всех видов — и к настоящему времени мавры были официально классифицированы как еретики.
Дон Хуан Австрийский прибыл в Гранаду в апреле 1569 года. Возвращаясь к отчету Леа: «Противоречивые мнения привели к длительным дискуссиям, в ходе которых ничего не было сделано; кампания пошла прахом; умиротворенные мориски, доведенные до отчаяния отступлением Мондехара, отослали назад свою охрану. и сняли свои клятвы верности, и с ними пошли многие места, которые ранее оставались верными… Гранада была фактически осаждена, ибо мориски опустошили Вегу [равнину] до самых ворот… Восстание, которое до сих пор ограничивалось Альпухаррасом и Сьерра-Невада простиралась с одной стороны до гор Альмерии, а с другой до гор Малаги. Вся земля была в огне, и казалось, что силы Испании недостаточно, чтобы потушить пожар».
При нападении на Альбунюэлас испанские войска убили всех мужчин, которым не удалось спастись, и вернули полторы тысячи женщин и детей, которые были разделены между солдатами в качестве рабов. В октябре того же года король объявил «войну огня и крови» (una guerra a fuego ya sangre) — уже не просто вопрос наказания восстания. Он также дал полную свободу действий (campo franco) солдатам, чтобы они могли брать любую добычу, которую они могли найти, будь то рабы, скот или имущество.
В январе 1570 года дон Хуан начал свою новую кампанию с отрядом в 12 000 человек; другой контингент во главе с герцогом Сесса имел 8 000 пехотинцев и 350 лошадей . В апреле 1570 года возобновились боевые действия в районе Питрес-Покейра. По мере того, как кампания продолжалась и деревни были захвачены, католические силы значительно сократились из-за дезертирства.
10 февраля, после двухмесячной осады, дон Хуан захватил Галеру и приказал разрушить её; в марте он взял Серона; а в конце апреля он направился в Альпухарру, обосновавшись в Падулесе. Там к нему присоединилась вторая армия под командованием герцога Сессы, которая в феврале покинула Гранаду и переправилась через Альпухарру с запада на восток. В то же время третья армия прибыла из Антекеры, чтобы в начале марта достичь сьерры Бентомиз, еще одного очага восстания.

### Четвёртая фаза
Это продолжалось с апреля 1570 года до весны 1571 года. Католические силы были значительно усилены пехотой и кавалерией. Под предводительством дона Хуана и герцога Сессы они начали новую кампанию, вторглись в Альпухарру, разрушили дома и посевы, предали мечу мужчин и взяли в плен всех женщин, детей и стариков, которых встречали на своем пути. «Испания напрягла все нервы и собрала подавляющую силу, чтобы совершить то, что Мондехар сделал с несколькими тысячами человек двенадцатью месяцами ранее».
В мае король Абен Абу наконец принял условия капитуляции, согласно которым тем, кто сдастся и сдаст свое оружие, будет сохранена жизнь. Но когда появились какие-то берберы с рассказами о большом подкреплении на пути, Абен Абу решил сражаться дальше. Сообщения здесь путаны: некоторые говорят, что три галеры, только что прибывшие из Алжира с оружием, боеприпасами и продовольствием, повернули назад, потому что узнали, что Абу сдается. Как бы то ни было, такая помощь не дошла до мятежников, но католикам был дан повод возобновить боевые действия: «Сьерра в сентябре 1570 года была атакована одновременно с обоих концов войной беспощадного опустошения, уничтожавшего все урожаи, убивавшего мужчин и тысячи женщин и детей брали в рабство. Те немногие пленные, которые были взяты, были казнены или отправлены на галеры».
Это наступление королевских войск открыло брешь между теми морисками, которые хотели продолжить борьбу, и теми, кто выступал за условия капитуляции. В мае после встречи в Андараксе многие повстанцы бежали в Северную Африку. Вскоре после этого по приказу Абен Абу был казнен лидер сторонников капитуляции Эрнандо Эль Хабаки.
Хотя с октября 1570 года многие мориски сдались, несколько тысяч продолжали сражаться. Большинство из них укрылись в пещерах, но многие из них умерли от удушья, когда христианские войска зажгли костры у входов.
В 1571 году Дону Хуану Австрийскому наконец удалось подавить восстание в Альпухарре. Последние повстанцы, потеряв крепость Ювилес, были убиты в своих пещерах: среди них Абен Абу, зарезанный своими последователями в пещере недалеко от Берчулеса. Затем сопротивление рухнуло.
Диего Уртадо де Мендоса — наиболее просвещенный из современных испанских источников — сделал горький комментарий: «День за днем мы сражались с нашими врагами, в холод или в жару, голодные, без боеприпасов, терпя постоянные ранения и смерти, пока не смогли противостоять нашим врагам». враги: воинственное племя, хорошо вооруженное и уверенное в благоприятствующей им местности. Наконец, они были изгнаны из своих домов и владений, мужчины и женщины были связаны вместе цепями, пленных детей продали тому, кто больше заплатит, или увезли в дальние места… была сомнительная победа с такими последствиями, что можно было усомниться в том, были ли те, кого Бог хотел наказать, нами или врагами".

### Масштабы восстания
Когда началось восстание, в Королевстве Гранада проживало всего 150 000 жителей, большинство из которых были морисками. Точное число восставших неизвестно, но послы Франции и Генуэзской республики при мадридском дворе подсчитали, что в январе 1569 года было 4 000 повстанцев, а к весне 1570 года — 25 000, из которых около 4 000 были турками или берберами из Северной Африки, пришедших поддержать восстание.
С другой стороны, королевская армия вначале имела 2 000 пехотинцев и 200 кавалеристов под командованием маркиза де Мондехара. Их число значительно увеличилось, когда дон Хуан взял на себя командование: при осаде Галеры у него было 12 000 человек, в то время как герцог Сесса в то же время командовал от 8 000 до 10 000 человек.
С самого начала в Альпухаррах восстание распространилось на равнины и другие горные районы на окраинах Гранадского королевства. Особенно драматический конфликт произошел на хребте (peñón) над Фрихилианой, в Ахаркии, где собрались целые семьи морисков со всей округи: осада длилась с июня 1569 года по сентябрь, когда морем было доставлено испанское подкрепление . Мориски, жившие в городах, в том числе в столице, Альмерии, Малаге, Гуадиксе, Басе и Мотриле, и их окрестностях не принимали участия в восстании, хотя и сочувствовали ему.
Такое особое отношение городов можно объяснить присутствием большего числа «старых христиан» и лучшей интеграцией морисков в эти общины. С другой стороны, в Альпухаррах и других регионах, где разгорелось восстание, были деревни, где единственным «старохристианином» был приходской священник.

### Изгнание и расселение
После подавления восстания значительная часть морисков была изгнана из бывшего королевства Гранада. Сначала их сгоняли и держали в церквях, потом в суровых зимних условиях, при малом продовольствии, перегоняли в пешем порядке группами, в сопровождении воинов; многие погибли в пути. Некоторые отправились в Кордову, другие в Толедо и даже в Леон. Выходцев из региона Альмерия на галерах отвезли в Севилью. Общее число изгнанных оценивается примерно в 80 000 человек, или примерно половину морисков Гранады.
Депортации означали большое сокращение населения, на компенсацию которого ушли десятилетия; они также вызвали коллапс экономики, учитывая, что мориски были её основным двигателем. Кроме того, многие поля остались невозделанными, во время боев были уничтожены сады и мастерские.
Испанская администрация уже в 1571 году заложила основу для повторного заселения. Земля, оставшаяся свободной после изгнания морисков, будет поделена; поселенцев будут поддерживать до тех пор, пока их земля не начнет приносить плоды. Общая земля будет сохранена; будут отремонтированы ацекии (оросительные каналы) и резервуары; пружины будут общего пользования; пастбища будут предоставлены для домашнего скота; были обещаны различные фискальные льготы. Поселенцам были обеспечены хлеб и мука, семена для посевов, одежда, материалы для обработки земли, а также волы, лошади и мулы. Существовали различные налоговые льготы.
Власти Гранады отправили чиновников на поиски кандидатов даже из Галисии и Астурии, а также из горных районов Бургоса и Леона. Процесс был сложным, медленным и дорогим. Большее число было из западной Андалусии, но они прибыли также из Галисии, Кастилии, Валенсии и Мурсии.
Реестр собственности (Libro de Apeos) деревень долины Покейра, типичный для Альпухарры в целом, предоставляет обильную информацию. В нем говорится, что в Бубионе было 23 поселенца плюс 5 в Альгуастаре (позже слившемся с Бубионом), 29 в Капилейре, 13 в Пампанейре. Из жителей Бубиона девять прибыли из Галисии; пятеро уже жили в деревне, в том числе три вдовы, два члена духовенства и первый мэр (Кристобаль де Каньябате, мориско, чье обращение, по-видимому, считалось искренним). Libro de Apeos дала все имена, некоторые из которых еще предстоит найти.
Земля начала распределяться в сентябре 1571 года: большинство поселенцев получили определенное количество орошаемой земли, виноградников, яиц тутового шелкопряда, фруктовых, ореховых и каштановых деревьев. Зерновые и оливковые мельницы должны были оставаться в государственной собственности в течение шести лет. Три мельницы в рабочем состоянии и четыре в ремонте приписывались двум жителям Пампанейры. Об этих грантах было официально объявлено на собрании на площади Бубион 28 июня 1573 года, после чего поселенцы могли начать разметку и обработку своих земель.
Их жизнь не была легкой. Дома были в плохом состоянии, оросительные каналы (ацекии) были повреждены, домашний скот в основном исчез (среди апеосов не упоминается). У тех, кто приехал из других регионов, не было опыта ведения сельского хозяйства в горах; многие сдались. К 1574 году в Покейре осталось только 59 семей из первоначальных семидесяти.
Программа переселения так и не восстановила численность населения Альпухарры до прежнего уровня. До Реконкисты население Альпухарры, вероятно, составляло около сорока тысяч человек, в основном мавров с несколькими «старыми христианами». Война 1568 — 1571 годов и последующее изгнание оставили лишь горстку обращённых мавров («новых христиан»): по оценкам, их насчитывалось чуть более двухсот семей во всей Альпухарре и всего семь в Покейре.
Число христианских поселенцев, фактически оставшихся в Альпухаррах, составляло около семи тысяч. Многие из них были одинокими или приехали с небольшой семьей, тогда как мавританские семьи насчитывали в среднем пять или шесть человек, то есть до восстания население составляло около сорока тысяч человек. Постепенно семьи поселенцев разрастались, в результате чего к переписи 1591 года население достигло пика в двенадцать тысяч человек. Но затем последовала вспышка чумы, нашествие саранчи из Африки и последовательные годы засухи со значительным снижением урожая. Население резко сократилось и медленно восстанавливалось.
В 1609—1614 годах испанская корона предприняла изгнание морисков со всей Испании. Около половины морисков Гранады остались в регионе после рассредоточения; только 2 000 человек были изгнаны из города Гранада, многие из них остались смешанные со старыми христианами и защищены ими, которые относились к ним менее враждебно, чем в других регионах Испании (особенно в Королевстве Валенсия).

## В литературе
Кальдерон де ла Барка посвятил этому восстанию свою историческую пьесу «Любить после смерти» (Amar después de la muerte, o El tuzaní de la Alpujarra), написанную в 1659 году.
У Проспера Мериме восстание морисков упоминается в новелле "Души чистилища" (1853). 